# Selwyn Birchwood
Selwyn Birchwood, (Tampa, (1985. március 9. –) amerikai bluesgitáros, énekes, dalszerző.

## Pályafutása
Apja Tobagoban született, édesanyja pedig az Egyesült Királyságban. 13 évesen kezdett gitározni és elsősorban népszerű zenét játszott. Ám hamarosan felfedezte magának Jimi Hendrixet, akinek zenéje jelentős hatással volt rá. Innen egyenes útja volt a blueshoz. 
Kedvenc művészei lettek: Buddy Guy, Freddie King, Muddy Waters, Albert King, Lightnin’ Hopkins, Albert Collins.
A Blues Foundation’s 2013-as nemzetközi versenyének győztese volt a zenekari kategóriában, valamint az ugyanazon az eseményen elnyerte az „Év Gitárosa” díjat is. A versenyen 125 együttes vett részt a világ minden tájáról.
Birchwood elektromos gitáron és steelgitáron játszik. A Washington Post szerint Selwyn Birchwood elkerülhetetlen modern és eredeti blueszenész; kemény éneke és gitárja felidézi a klasszikus chicagói blues-t, a déli soult és a boogie-t.

## Lemezek
- 2011: FL Boy
- 2013: Road Worn
- 2014: Don't Call No Ambulance
- 2017: Pick Your Poison
- 2021: Living In A Burning House